# Club Social y Deportivo Huracán Buceo
O Club Social y Deportivo Huracán Buceo é um clube de futebol uruguaio, sediado na cidade de Montevidéu. Foi fundado em 1937. Atualmente encontra-se licenciado.
O clube fez uma grande campanha na segunda divisão nos anos 60, quando ascendeu à Primeira divisão no final da década, em uma final contra o Bella Vista com o estádio Centenário repleto. Nessa campanha popularizou-se o ratinho Topo Gigio como mascote oficial do clube, situação que se mantém até os dias atuais. No campeonato da Primera divisão de 1970, o Huracán Buceo levou muita gente às suas partidas, chegando a ser chamado de “o terceiro grande”, em uma referência aos dois grandes clubes de futebol do país (Nacional e o Peñarol).
Em vários confrontos chegou a contar com 20.000 torcedores nas arquibancadas.

## Títulos

### Nacionais
- Campeonato Uruguaio da 2ª Divisão: 2 (1969, 1995)
- Campeonato Uruguaio da 3ª Divisão: 2 (1960, 1967)
- Divisão Extra: 1 (1954)

## Uniforme
- Uniforme titular: Camisa com três faixas verticais (preta, branca e vermelha), calção preto e meias pretas.
- Uniforme alternativo: Camisa e calção verdes fosforescentes e meias vermelhas.
- Terceiro uniforme: Camisa com bastões vermelhos e pretos e finas linhas verticais brancas, calção branco e meias vermelhas.